# Электровоз 499.3
163 (до 1988 года — серия E 499.3) — четырёхосный электровоз постоянного тока, используемый железными дорогами Чехии, Словакии и Италии преимущественно для вождения грузовых поездов. В Итальянской классификации имеет наименование E 630.
По сути, эти электровозы являются упрощённой версией двухсистемного электровоза ES 499.1 (после 1988 года серия 363, заводская серия Škoda 69E).

## История
Необходимость в разработке новой серии электровозов постоянного тока возникла в 1980-е годы. Компания Skoda создала электровоз на основе двухсистемного серии ES499.1, внеся лишь незначительные изменения в электрическую схему. Первая партия электровозов в количестве 20 единиц была выпущена с сентября по декабрь 1984 года. Заводское обозначение серии — Škoda 71Е.

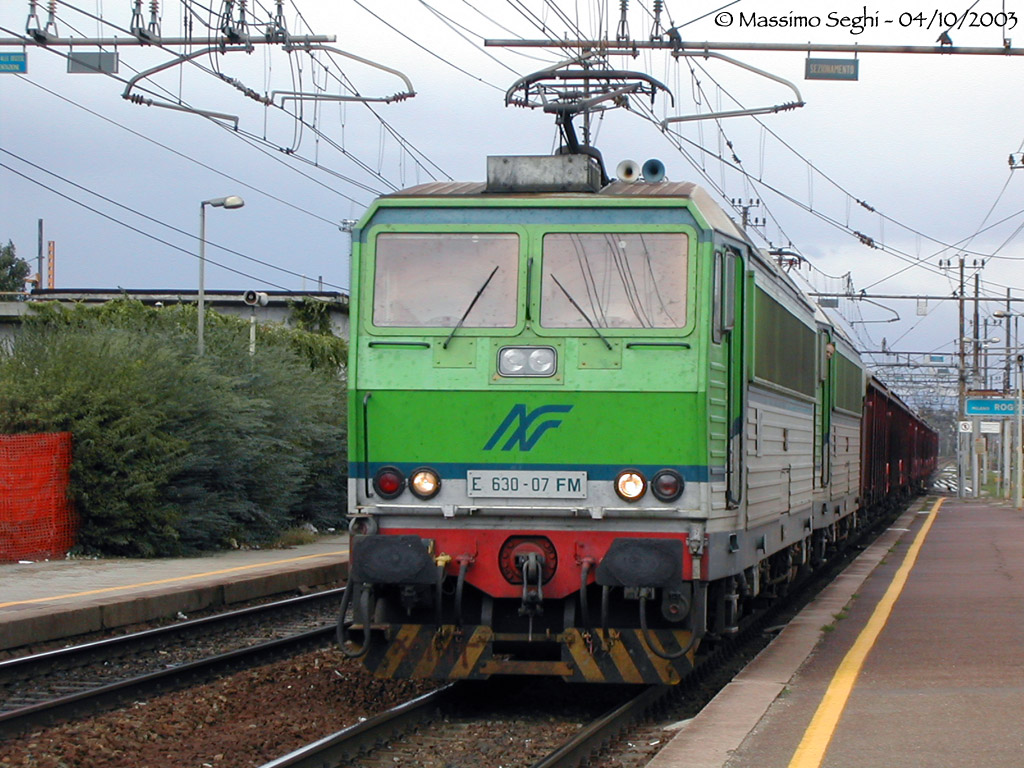
Электровоз Е 630 на Ferrovie Nord Milano

Вторая партия электровозов была выпущена в 1991—1992 гг, эти электровозы получили заводское наименование серии Škoda 99Е. 51 электровоз из этой партии поступил на железные дороги Чехии и Словакии. Ещё 9 электровозов были приобретены итальянской железнодорожной компанией Ferrovie Nord Milano (эта партия получила заводскую серию Škoda 99 E2). В Италии электровоз был переименован и стал именоваться Е 630, электровозам присвоили номера от 01 до 09.
Поставляемые в Италию электровозы имели технические отличия: общая высота электровоза была уменьшена на 340 мм, уменьшен с 85 до 80 тонн вес, установлены другие полупантографы, изменены цепи управления, установлены кондиционеры в кабине машиниста.
У железнодорожников получил прозвище «Першинг».

## Технические характеристики
Электровоз имеет конструкционную скорость 120 км/час, мощность длительного режима 3480 кВт, вес 85 тонн. Ширина колеи — 1435 мм, длина электровоза по буферам составляет 16800 мм, высота от уровня головок рельсов до опущенных токоприёмников 4640 мм, ширина 2940 мм. Диаметр колёсных пар при среднеизношенных бандажах — 1250 мм. Кузов локомотива опирается на две двухосные тележки с базой 3200 мм. На крыше электровоза установлено два полупантографа. На буферном брусе — буфера и винтовая сцепка. Запас песка — 1500 кг. За каждым из метельников под кабиной машиниста установлены воздушные резервуары ёмкостью по 450 литров.
Имеются две кабины машиниста, вход в электровоз осуществляется через дверь в кабине машиниста.
Лобовые стёкла электровоза оснащены электрообогревом. В машинном отделении по обеим сторонам электровоза установлены по 4 круглых окна. В средней части электровоза воздухозаборники, закрывающиеся жалюзи.

## Дислокация электровозов
Первые 20 электровозов были приписаны к локомотивному депо в городе Усти-над-Лабем. Электровозы второй партии поступали в депо по всей Чехословакии: Ческа Тршебова, Оломоуц, Кошице, Прага и Острава.
На август 2008 года 109 единиц электровозов серии 163 (E 499.3) работало в Чехии, 79 ед. с перевозчиком České dráhy (в том числе 50 ед. в депо Ческа Тршебова, 6 ед в Богумин, 23 ед. в Дечин) и 30 ед. с ČD Cargo, 37 единиц — в Словакии (локомотивные депо перевозчика Železničná spoločnosť Slovensko в городах Жилина и Кошице).